# Fairchild Semiconductor
Fairchild Semiconductor — американская компания, которая в 1959 году впервые в мире создала интегральную схему, пригодную для массового производства, и была одной из ключевых фирм Кремниевой долины в 1960-х годах.

## История
В 1956 году нобелевский лауреат по физике Уильям Шокли создал компанию Shockley Semiconductor Laboratory для работы над четырёхслойными диодами. Шокли не удалось привлечь своих бывших сотрудников из Bell Labs; вместо этого он нанял группу, по его мнению, лучших молодых специалистов по электронике, недавно окончивших американские университеты. В сентябре 1957 года из-за конфликта с Шокли, который решил прекратить исследование кремниевых полупроводников, восемь молодых сотрудников уволились из его компании. Эта «вероломная восьмёрка» организовала новую компанию — Fairchild Semiconductor для работы с кремниевыми транзисторами. Компанию назвали в честь фирмы Fairchild Camera and Instrument, которая предоставила венчурное финансирование размером в 1,5 млн долларов взамен права выкупить Fairchild Semiconductor в течение 8 лет. Fairchild Camera and Instrument воспользовалась этим правом уже в 1958 году.
Вначале компания производила кремниевые мезатранзисторы, но вскоре перешла на более технологичные планарно-диффузионные. Компания стала прибыльной всего через 6 месяцев после основания, продав IBM 100 транзисторов 2N697 по 150 $ за штуку.
В январе 1959 года один из восьми основателей компании Роберт Нойс изобрёл кремниевую интегральную схему. При этом Джек Килби в Texas Instruments изобрёл германиевую интегральную схему на полгода раньше — летом 1958 года, однако модель Нойса оказалась более пригодной для массового производства, и именно она используется в современных чипах. В 1959 году Килби и Нойс независимо подали заявки на патенты на интегральную схему, и оба их успешно получили, причём Нойс получил свой патент первым, в 1961 году. Между Texas Instruments и Fairchild Semiconductor начались судебные разбирательства, которые через много лет закончились победой Fairchild, хотя к тому времени обе компании уже договорились о схеме совместного лицензирования патентов.
В 1965 году специалистами Fairchild Semiconductor Брюсом Дилом (Bruce Deal) и Эндрю Гроувом (Andrew Grove) разработана математическая модель, описывающая рост оксидных слоёв на поверхности различных материалов.
В 1960-х годах компания стала одним из ведущих производителей операционных усилителей и других аналоговых интегральных схем. Однако в то же время новое управление Fairchild Camera and Instrument начало ограничивать свободу действий Fairchild Semiconductor, что привело к конфликтам. Члены «восьмёрки» и другие опытные сотрудники один за другим начали увольняться и основывать свои собственные компании в Кремниевой долине. В 1968 году Роберт Нойс и Гордон Мур уволились и основали Intel. К тому времени в Fairchild осталось мало талантливых учёных и инженеров. Появилось даже выражение fairchildren (от Fairchild + children — дети) — бывшие сотрудники Fairchild Semiconductor и компании, которые они создавали.
В 1970-х годах компания выпустила 8-битный процессор Fairchild F8, однако он не оказался коммерчески успешным. Компания постепенно превращалась в производителя специализированной электроники для нужд ВПК.
В 1979 году нефтесервисная компания Schlumberger поглотила Fairchild Camera and Instrument заодно с её дочерней компанией Fairchild Semiconductor.
В 1987 году National Semiconductor купила Fairchild Semiconductor у Schlumberger.
В 1997 году компания вновь стала независимой со штаб-квартирой в штате Мэн, с 1999-го акции были размещены на Нью-Йоркской бирже.
Основная продукция 2000-х — 2010-х годов — интегральные схемы управления питанием.
В сентябре 2016 года поглощена компанией ON Semiconductor за 2,4 млрд $.